# Unga feminister
Unga Feminister (UF!) är ett politiskt ungdomsförbund till Feministiskt initiativ. 
Unga Feminister startade hösten 2010 och några månader senare, den 15 januari 2011, hölls det konstituerande årsmötet.
På Feministiskt initiativs kongress i mars samma år inledde Unga Feminister ett officiellt samarbete med partiet, med målet att i ett senare skede formellt bli Fi:s ungdomsförbund.. I april 2014 blev Unga Feminister ett ungdomsförbund till Feministisk initiativ. 
Unga Feministers huvudideologi är feminism utifrån ett intersektionellt perspektiv. Unga Feminister följer Feministiskt initiativs partiprogram men har också ett eget politiskt program som antogs på riksårsmötet 2016 och som sedan dess uppdaterats med fler områden.  
Under 2013 genomfördes en nystart av organisationen som bidrog till att Unga Feminister växte från att i maj 2013 bestå av ett antal på 120 medlemmar, till vid årsskiftet 2013/2014 vara 2061 medlemmar. Bland annat uppmärksammades nystarten med kampanjen "#1000UngaFeminister tar kampen mot patriarkatet" som utfördes genom att klä manliga statyer i rosa. Under valåret 2014 var Unga Feminister Sveriges tredje största ungdomsförbund efter SSU och MUF med över 8000 medlemmar.  

## Politik
Enligt den egna hemsidan så är Unga Feministers vision en värld där mänskliga rättigheter är en självklarhet för alla och där demokratin bygger på en "intersektionell och nyskapande feminism". Unga feminister vill se en feministisk rörelse som är en motpol till rasism och fascism, men som även är en initiativtagande feminism som sätter agendan.

## Lokalavdelningar och aktivistgrupper
- Gotland
- Gävle
- Göteborg
- Helsingborg
- Hudiksvall
- Kalmar
- Karlskrona
- Linköping
- Lund
- Malmö
- Norrköping
- Stockholm
- Sundsvall
- Umeå
- Uppsala
- Östersund
- Örnsköldsvik